# Dômes de Grechukha
Grechukha Tholi
Pour les articles homonymes, voir Grechukha.
Les dômes de Grechukha (désignation internationale : Grechukha Tholi) est un ensemble de dômes situé sur Vénus dans le quadrangle de Galindo. Il a été nommé en référence à Grechukha, divinité ukrainienne des champs.